# ديفيد ويلكوكس
ديفيد ويلكوكس هو كاتب أغاني ومغني كندي، ولد في 13 يوليو 1949 في مونتريال في كندا.

## وصلات خارجية
- ديفيد ويلكوكس على موقع IMDb (الإنجليزية)
- ديفيد ويلكوكس على موقع ميوزك برينز (الإنجليزية)
- ديفيد ويلكوكس على موقع أول ميوزيك (الإنجليزية)
- ديفيد ويلكوكس على موقع ديسكوغز (الإنجليزية)